# Eleuteros
Eleuteros (llatí: Eleutherus grec antic: Ἐλεύθερος) era el nom d'un riu de Síria al país d'Hamath segons l'autor del Llibre dels Macabeus. Una mica al sud d'aquest riu, Jonatan Macabeu va aturar l'exèrcit de Demetri I Soter.
Flavi Josep diu que Marc Antoni va donar totes les ciutats que hi havia al sud d'aquest riu fins a Egipte, excepte Tir i Sidó, a la reina Cleòpatra.
Claudi Ptolemeu situa aquest riu a l'extrem nord de Fenícia i la ciutat de Tartus (Orthosia) i Zimirra quedaven una mica al sud. Estrabó el fa desaiguar a prop de l'illa Arvad (Aradus). Plini el Vell el situa al sud, entre Orthosia i Zimirra. Alguns autors l'identifiquen amb el Nahr al-Kebir, però sembla que seria un riu una mica més al nord, que es va assecar i del que en quedaven restes d'antics ponts en desús.